# فيرنر زانت
فيرنر زانت (بالألمانية: Werner Zandt)‏ هو لاعب كرة قدم ألماني، ولد في 20 أكتوبر 1927 في شتوتغارت في ألمانيا، وتوفي في 13 أكتوبر 2009. لعب مع شتوتغارت كيكرز.

## وصلات خارجية
- فيرنر زانت على موقع أوليمبيديا (الإنجليزية)